# Otisstraße
Otisstraße – stacja metra w Berlinie, na linii U6, w dzielnicy Reinickendorf, w okręgu administracyjnym Reinickendorf. Stacja została otwarta w 1958.